# Instituto Max Planck para la investigación del sistema solar
El Instituto Max Planck para la investigación del sistema solar (abreviado: MPS; en alemán: Max-Planck-Institut für Sonnensystemforschung) es un instituto de investigación en Astronomía/Astrofísica que se encuentra situado en Gotinga, Alemania. La exploración del sistema solar es el tema central para la investigación científica que se hace en este Instituto. Se organiza en tres departamentos: uno para el Sol y la Heliosfera, otro para Planetas y Cometas, y el otro para Física del interior del Sol y estrellas como el mismo (formalmente conocido como el Grupo de Investigación de Helio y Asterosismología). Además, en 2002 se añade la Escuela Internacional de Investigación Max Planck.
El MPS forma parte de la Sociedad Max Planck, que controla 80 centros de investigación en Alemania.
El Instituto Max Planck para la Investigación del sistema solar busca conseguir el más alto estándar de investigación científica. Una muestra de los éxitos del Instituto es la lista de publicaciones y conferencias realizadas tanto en la sede nacional como en el extranjero. Durante los cinco últimos años, miembros del Instituto han publicado sobre 270 artículos en publicaciones internacionales y libros y han dado 360 conferencias.

## Historia
La historia del instituto está estrechamente relacionada con Walter Dieminger, quién dirigía el centro de pruebas de la Luftwaffe en Rechlin, Müritz desde 1934. Después de que se le cambiara en nombre al de "Centro para la Radiotransmisión" en 1943 y su posterior traslado a Leobersdorf en 1944, el Instituto se unió con el Instituto Fraunhofer de Friburgo en "Ried in the Innkreis". Después de la guerra, una de las Comisiones Aliadas decidió trasladar el instituto a Lindau am Harz, donde los edificios de la Universidad Técnica de Hanover ya estaban construidos. El convoy llegó en los días 2 y 3 de marzo de 1946. Durante 1948 el instituto de radio de la Sociedad Wilhelm fue cedido de la Sociedad Fraunhofer a la Sociedad Max Planck y su nombre fue cambiado a "Instituto para la investigación de la ionosfera" en 1949. En 1950 las fuerzas aéreas estadounidenses pagaron para que se construyera un sistema echolot ionosférico. La transferencia de toda la sociedad Fraunhofer a la Max Planck y el nombramiento de W. Dieminger como su director seguido de la transferencia del Instituto Max Planck para la investigación de la estratosfera desde Weisenau cerca de Ravensburg a Lindau y su cambio de nombre a "Instituto Max Planck Institute para la Aeronomía" completaron todo el proceso.

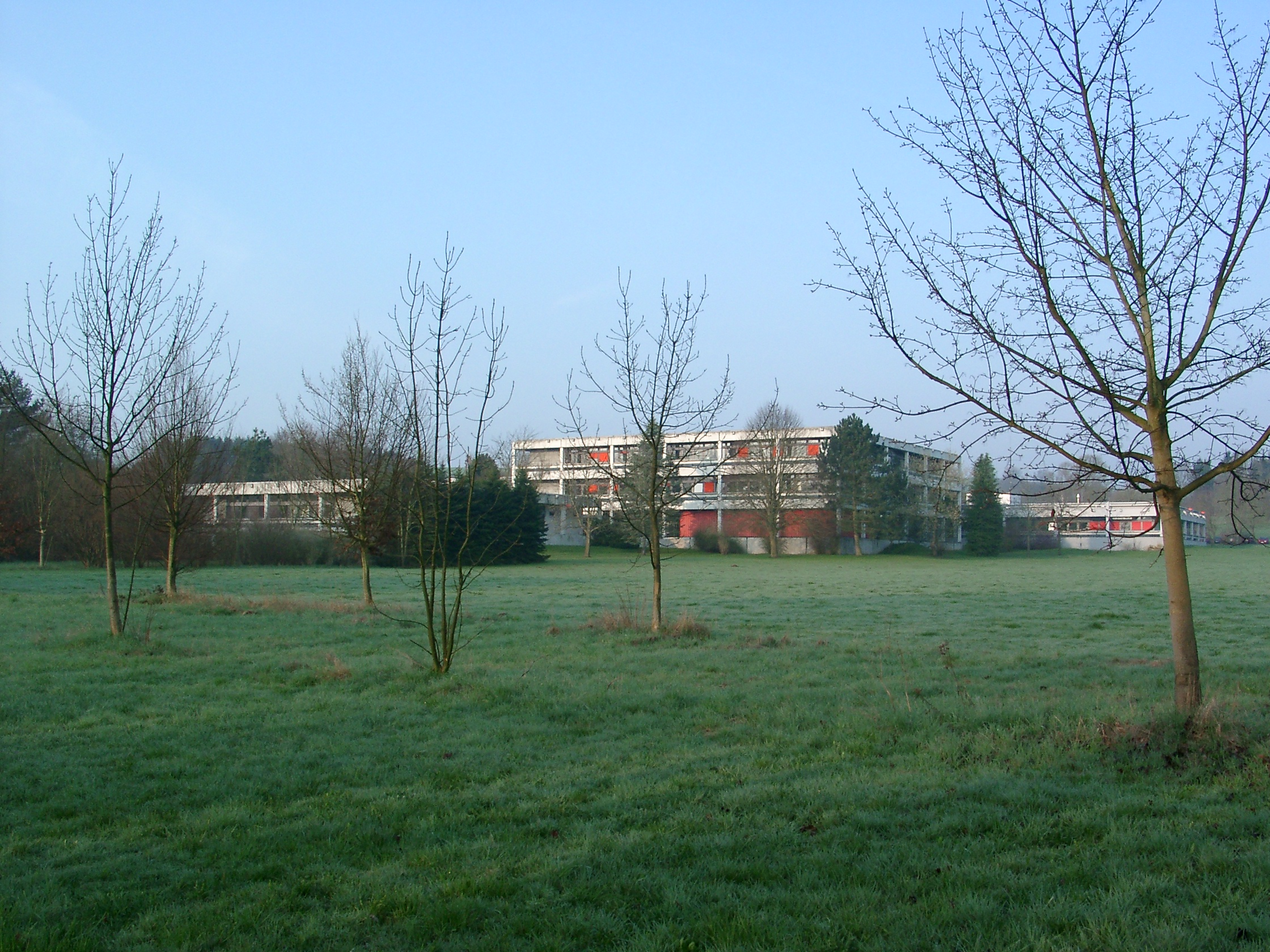
Instituto Max Planck para la investigación del sistema solar - abril de 2006

Erhard Keppler se convirtió en el científico líder en el primer satélite alemán Azur (en colaboración con la NASA) y junto con él, un pequeño grupo de científicos dedicados a trabajar con satélites se establecieron en Lindau. El instituto fue seleccionado para construir parte de la instrumentación del satélite que fue lanzado en noviembre de 1969. Instrumentos de las sondas Helios, otro proyecto Alemán-Nasa también fueron construidos por el instituto.
Después de que W. Dieminger se retirase en 1974 el tema central del instituto cambió de la investigación atmosférica a la investigación espacial. El instituto ha participado en una larga serie de misiones como la Galileo, la Ulysses, la Cluster, la SOHO, la Cassini-Huygens, la Rosetta, la Mars Express, la Venus Express y fue el responsable de la mayoría del sistema de cámaras de la Misión Giotto al Cometa Halley. La cámara de frames a bordo de la misión Dawn de la NASA al cinturón de asteroides fue construida en el instituto.
El instituto fue una organización líder en el desarrollo, la construcción y el análisis científico del telescopio sunrise. El telescopio es un telescopio solar en el ultravioleta, que cuelga de un balón estratosférico. El vuelo de cinco días se llevó cabo en junio de 2009.
Los mayores cambios en el instituto se produjeron con la unificación de Alemania con la salida de dos de los cuatro directores del instituto en 1998 y 2004 después de la retirada de Hagfors y Rosenbauer. Se cambió entonces el nombre del instituto a "Instituto Max Planck para la investigación del sistema solar" en 2004 después de que el último director relacionado con la investigación de la Ionosfera y Estratosfera se retirase. De los dos grupos que quedaron, el del director S. Solanki se dedicó al sol y la heliosfera y el de U. Christensen se dedicó a los planetas y los cometas y son los que forman el instituto de hoy día.
El instituto junto con la Sociedad Max Planck decidieron trasladarse más cerca de la Universidad de Gotinga. Está planeado que el instituto se traslade en abril de 2014 al lado del departamento de física de la Universidad de Gotinga.

## Investigación
Son varios los temas del sistema solar que se investigan en el Instituto. La mayor parte concierne al sol, su atmósfera, el medio interplanetario y la influencia sobre este del viento solar, así como el impacto de las partículas solores y la radiación sobre los planetas. La segunda parte trata sobre el interior, la superficie, la atmósfera, la ionosfera y la magnetosfera de los planetas y sus lunas, así como los cometas y los asteroides.
Una parte esencial de las actividades que también se realizan en el Instituto es el desarrollo y la construcción de instrumentos para las misiones espaciales. El instituto, como sucesor del Instituto Max Planck para la aeronomía, se encuentra en una posición excelente para realizar estas tareas tan tecnológicas. Especialistas altamente cualificados y con mucha experiencia trabajan en grupos de trabajo muy bien equipados, en laboratorios de electrónica y óptica así como en facilidades como las habitaciones limpias, las cámaras de vacío térmico, y las mesas de pruebas por vibración.
El análisis y la interpretación de los datos que se obtienen van acompañados de un trabajo teórico muy intenso. Se proponen modelos físicos y luego son puestos a prueba y vuelven a desarrollarse más todavía gracias a la ayuda de las simulaciones por ordenador.

### El sol y la Heliosfera
Los investigadores del MPS están estudiando una gran variedad de procesos dinámicos, y normalmente espectaculares, que ocurren en el sol – desde el interior hasta la externa heliosfera. En el punto de mira de esta investigación está la campo magnético, la cual juega un papel decisivo en estos procesos. Se genera por corrientes de gas en el interior del sol y produce, entre otras cosas, puntos negros en la superficie. Se están buscando respuestas para las siguientes preguntas: ¿Por qué el campo magnético cambia en un ciclo de once años? ¿Cómo produce el campo magnético varias estructuras en el sol? ¿Cómo se calienta la corona a varios millones de grados?
Instrumentos desarrollados por el MPS que están a bordo de la SOHO y la Ulysses han aportado fundamentalmente nueva información: Las medidas del espectrómetro ultravioleta SUMER a borde de la SOHO jugaron un papel decisivo en el reconocimiento del campo magnético en busca de procesos dinámicos y la Ulysses midió la estructura tridimensional del viento solar por primera vez.
Otro importante punto de investigación en el departamento del "Sol y la Heliosfera" es su influencia sobre la Tierra debido a la actividad variable del sol. Los científicos están trabajando de forma intensiva en el proyecto STEREO, en el cual dos sondas idénticas buscan, desde distintos puntos de observación, distorsiones producidas por el Sol sobre la Tierra, permitiendo predecir eventos potencialmente peligrosos.
Los procesos físicos involucrados en el origen y el desarrollo de campos magnéticos en el Sol tienen lugar en escalas muy pequeñas y por tanto requieren medidas con una resolución espacial muy alta. El telescopio Sunrise, construido bajo la dirección del Instituto y puesto en vuelo en junio de 2009, fue capaz de discernir estructuras en la superficie del Sol tan pequeñas como 100 kilómetros.
Futuros proyectos aumentarán la investigación en las causas físicas que producen las variaciones del Sol. La ambiciosa misión Solar Orbiter, basado en una sugerencia del Instituto, será una sonda que se aproximará a nuestra estrella a una distancia que será la quinta parte de la que separa la Tierra del Sol para así investigar el campo magnético y sus efectos sobre las varias capas de la atmósfera Solar.

### Planetas y Cometas
El Instituto desarrolla instrumentos científicos que vuelan con las sondas a otros planetas. Cámaras altamente especializadas han investigado la luna de Saturno Titán, analizado la superficie de Marte, y sondado las nubes y los vientos de Venus. Instrumentos de microondas determinan la composición de las atmósferas mientras que espectrómetros de infrarrojos examinan las rocas de la superficie. Un altímetro láser a borde de la BepiColumbo explorará la topografía de Mercurio con precisión de 1 metro. Futuros instrumentos del MPS identificarán átomos, electrones y polvo que se mueve alrededor de los planetas e impactan en sus lunas. En este punto la influencia del viento solar en los gases atmosféricos es de particular interés.
Estudios teóricos e intensas simulaciones por ordenador ayudan a comprender los procesos tanto dentro como en los alrededores de los planetas y a interpretar los datos obtenidos. Los modelos desarrollados en el MPS pueden describir, por ejemplo, las interacciones con el viento solar, con la dinámica atmosférica, o la creación del campo magnético de la Tierra debido a las corrientes internas del núcleo de hierro de nuestro planeta.
Además, el Instituto tiene tradición en la investigación de cometas. Un gran éxito fue la cámara desarrollada en el instituto para la sonda de la ESA Giotto la cual envío las primeras fotografías obtenidas en la historia del núcleo de un cometa en 1986. Un reto particular fue el desarrollo de numerosos instrumentos científicos para la Misión Rosetta de la ESA, como las cámaras, los analizadores químicos, y los componentes esenciales para el módulo de aterrizaje Philae. La Rosetta fue lanzada en 2004, y orbitará con el cometa Churyumov-Gerasimenko en 2014; meses después, Philae aterrizará en la superficie del cometa.
El instituto también ha provisto a la NASA para la misión Dawn, lanzada en 2007 para estudiar dos de los más grandes asteroides, Ceres y Vesta.

### Helio y Asterosismología
El MPS alberga el centro Alemán de información para el Solar Dynamics Observatory (SDO) de la NASA, el cual ha provisto de datos a pequeñas escalas de espacio y tiempo para estudiar las conexiones entre el interior del sol y la actividad magnética en su atmósfera.
Una actividad de investigación muy emocionante y particular del MPS ies el estudio de las ondas sísmicas en las proximidades de las manchas solares. El objetivo es sondear la estructura de la subsuperficie de las manchas solares en tres dimensiones. La heliosismología de las manchas solares es una ciencia desafiante ya que requiere el modelo de la propagación de ondas a través de estructuras magnéticas; lo cual solo puede conseguirse con simulaciones numéricas.

## Proyectos científicos
El instituto ha dirigido (o estado involucrado) en muchos proyectos científicos internacionales como:
Solar Orbiter, SDO, Sunrise, STEREO, SOHO, Ulysses, BepiColombo, ExoMars, Chandrayaan, Phoenix, Herschel, Dawn, Venus Express, SMART-1, SOFIA, Rosetta, Mars Express, Mars DFG, Cassini, Cluster, Helios, Galileo y Giotto.
Estas contribuciones consisten en desarrollar los instrumentos y/o las actividades de investigación científica.

## Programas de Grado
El MPI para la investigación del sistema solar ofrece el programa PhD "International Max-Planck Research School (IMPRS) on Physical Processes in the Solar System and Beyond" junto con la Universidad de Gotinga y la Technische Universität Braunschweig.
La Escuela del sistema solar ofrece un curso de tres años de estudio enfatizando la investigación real. El currículum cubre toda el área del sistema solar desde los pequeños cuerpos hasta los planetas y el sol. La meta es extensa, interdisciplinaria y de educación sólida y científica, extendida con cursos de física numérica, tecnología espacial, gestión de proyectos, escritos científicos y técnicas de presentación.
Siempre hay sobre 50 estudiantes altamente calificados para el graduado estudiando en la escuela del sistema solar. Dos tercios de éstos son del extranjero de más de 30 países. Aproximadamente el 30 por ciento son mujeres.

## Directores del Instituto
- 1955–1964 Julius Bartels[5][6]
- 1951–1975 Walter Dieminger[7][8]
- 1965–1971 Alfred Ehmert[9]
- 1965–1977 Georg Pfotzer[10]
- 1974–1990 Sir (William) Ian Axford[11]
- 1992–1998 Tor Hagfors[12]
- 1977–2004 Helmut Rosenbauer[13]
- 1977–2007    Vytenis Vasyliunas
- 1999-     Sami K. Solanki (The Sun and Heliosphere Department)
- 2002-     Ulrich R. Christensen (Planets and Comets Department)
- 2011-     Laurent Gizon (Physics of the interior of the Sun and Sun-like stars Department)

## Nombres del Instituto
- 1934 Erprobungsstelle der Luftwaffe (lugar de pruebas de la Lutwaffe)
- 1943 Zentralstelle für Funkberatung (centro para la radiotransmisión)
- 1949 Max Planck Institut für Ionensphärenforschung (Instituto Max Planck para la investigación ionosférica)
- 1958 Max Planck Institut für Aeronomie (Instituto Max Planck para la aeronomía)
- 2004 Max Planck Institut für Sonnensystemforschung (Instituto Max Planck para la investigación del sistema solar)